# 堀未央奈
堀未央奈（日语：／ Hori Miona */?，1996年10月15日—）是日本女藝人，為女子偶像團體乃木坂46前成員，岐阜縣岐阜市出身，所屬經紀公司為am。曾是時尚雜誌《ar》常規模特兒。2013年以乃木坂46二期生身分出道。2021年3月28日自乃木坂46畢業，以演員為活動重心。

## 經歷

### 乃木坂46時期
2013年3月28日，參加乃木坂46二期生的徵選合格。5月5日，於赤坂ACT劇場舉行的舞台劇《16人的主角deux》東京公演中首次公開亮相。7月8日，以研究生身份在乃木坂46官方博客發表其首篇文章。8月4日，在幕張展覽館舉行的《Girls' Rule》全國握手會中，首次在粉絲面前演唱歌曲。10月6日，在國立代代木競技場舉行的全國公演的再追加公演中宣布第7張單曲《髮夾》的選拔成員名單，首次入選並擔任Center，成員白石麻衣和橋本奈奈未對此拔擢表達了疑慮。10月7日，開通了個人的乃木坂46官方博客。
2014年9月11日，以應援大使的身份出席了由麥浚龍擔任監製、清水崇擔任製作人的電影《殭屍》的上映紀念活動。10月6日，擔任「R的法則」（NHK教育頻道）第5期R's成員。12月16日，與秋元真夏、高山一實、佐佐木琴子、齋藤飛鳥、相樂伊織、衛藤美彩、深川麻衣與HKT48成員指原莉乃合組「指坂46」，在第4屆AKB48紅白對抗歌合戰中演唱了《第幾次的藍天？》。
2015年3月29日，參與演出舞台劇《女子落語》，當中飾演空琉美遊亭丸京。10月15日至25日，在東京AiiA劇場舉行的「乃木坂46 Under Live 第4季」中擔任中心成員。11月7日，由本人擔任主持人的廣播節目《乃木坂46堀未央奈的ALL NIGHT NIPPON R》開始播放，這是她首個冠名電台節目。
2016年4月3日，擔任廣播節目《乃木坂46的「乃」》（文化放送）第10代主持人、約一年。10月8日，作為模特兒初次出席了「Girls Award 2016 AUTUMN／WINTER」。12月10日，與西野七瀨、松村沙友理出席了在台灣舉行的ASIA FASHION AWARD 2016 in TAIPEI。12月12日，在女性時尚雜誌《ar》的連載開始。
2017年1月7日，與生田繪梨花、北野日奈子、齋藤千春、中元日芽香在乃木神社一起舉行成人式。2月22日，參演《薙刀社青春日記》的舞台劇的消息公開。2月28日，與伊藤萬理華、北野日奈子、齋藤飛鳥、寺田蘭世、星野南一同獲選為「坂道AKB」，演唱AKB48第47張單曲《Shoot Sign》的收錄曲《你最愛的 是誰？》。3月27日，成為文化放送節目《RECOMMEN!》的主持人，這亦是她首次擔任電台直播節目的主持人。5月14日，成為《ar》的常規模特兒。6月7日，在文化放送節目《RECOMMEN!》每年一度舉行的「女性偶像只看樣貌總選舉」中，獲選為第9位，乃木坂46來說則是第5位。10月4日，主婦與生活社宣佈替其推出寫真集。11月27日，在富士電視台綜藝節目《痛快TV 痛快日本》的短劇環節中與志尊淳初次合演。11月24日，發行個人第一本寫真集《像你一樣》（君らしさ），於美國拍攝，以2.9萬銷量取得Oricon公信榜書籍週榜寫真集部門第1位，綜合部門則是第4位。同年書籍年榜的寫真集部門則為第8位。
2018年2月28日，與大園桃子、久保史緒里、齋藤飛鳥、山下美月、與田祐希獲選為「坂道AKB」，有份演唱AKB48第51張單曲《Ja-Ba-Ja》的收錄曲《無國境時代》。3月6日，個人寫真集第5次加印，累積發行量達10萬500本，是乃木坂46中第8名寫真集發行量突破10萬的成員。6月13日，在文化放送節目《RECOMMEN！》每年一度舉行的「女性偶像只看樣貌總選舉」中，獲選為第3位。8月31日，由於患上扁桃體炎而持續發高燒，因此缺席在9月1日和2日在宮城縣仙台市宮城體育場舉行的全國公演。9月25日，由漫畫《熱情花招》改篇的真人版電影宣布堀擔任主演，這是她首次擔當電影主演。12月19日，宣布出演電視劇《殘美》（日本電視台）。
2019年1月29日，擔任日本藍光大獎的宣傳大使。6月21日，憑藉首次主演的電影《熱情花招》在「第22届上海國際電影節」獲提名亞洲新人部門優秀女演員獎，但未獲獎。
2020年5月27日，發行個人第二本寫真集《何時的等待場所》（いつかの待ち合わせ場所），於法國科西嘉島拍攝，首週銷量為4.6萬本，並連續三週取得Oricon公信榜書籍週榜寫真集部門第一位，累積發行量達11.5萬本。同年書籍年榜寫真集部門為第9位。9月24日，第二本寫真集Instagram帳號轉為個人使用。11月27日，於乃木坂46官方YouTube頻道公開獨唱曲《在冷水中》（冷たい水の中），並在音樂錄影帶中宣布畢業。同日，在官方部落格表示將在乃木坂46第26張單曲活動結束後從團體畢業。
2021年1月27日，乃木坂46第26張單曲《我會喜歡上自己的》發行，入選為選拔成員，並站在第二排的中央，成為十二福神之一，這也是她參加的最後單曲。2月24日，於「9th YEAR BIRTHDAY LIVE」中宣布將於3月28日舉行的二期生演唱會畢業。3月28日，舉行線上演唱會「9th YEAR BIRTHDAY LIVE 〜2期生LIVE 〜」（同時為堀的的畢業演唱會），正式從乃木坂46畢業。3月29日播出的《乃木坂工事中》後，作為乃木坂46成員的活動也全部結束。畢業後離開乃木坂46合同會社，以演員身分繼續演藝活動。3月29日，開設個人官方網站。4月20日，發行畢業紀念寫真書《不知不覺中》（いつのまにか），以2.9萬銷量取得Oricon公信榜書籍週榜寫真集部門第一位，綜合部門則是第2位。4月26日，位於乃木坂46內的部落格正式關閉。

### 個人發展
2021年5月20日，宣布和犬飼貴丈共同主演電視劇《被背叛的田川的憂鬱》，這是自乃木坂46畢業後首次出演電視劇，也是她首次擔任電視劇主演。7月1日，開設官方粉絲俱樂部「anoim」。7月3日，開設個人YouTube頻道。7月9日，與韓國服飾品牌「LETTER FROM MOON」合作的原創產品開始販售。10月，擔任「KILEI LIGN CampusAward 2022」應援形象大使。10月18日，在官方粉絲俱樂部中宣布，成為新設立的經紀公司am（アム）的旗下藝人。其中「am」（アム）来自「I am」的am，包含了「我会活出自我」的意义在内。
2022年2月28日，與韓國服飾品牌「ASCLO」（エジュクロ）合作的原創產品開始販售。
2023年1月18日，開設個人Twitter帳號。2月8日，擔任婚禮大賽「Miss Wedding Award 2023」應援大使。4月3日，宣布創立服飾品牌「Mimi Chaton」。5月24日，擔任全球光美容器品牌「JOVS」的形象代言人。7月6日，擔任家鄉岐阜縣「通向未來的捐血計畫」的推廣大使。

## 人物
堀的暱稱是Miona（みおな）和Horichan（堀ちゃん）。中文社群有時會暱稱她「猴莉」，因為曾多次扮演𤠣子和參與以𤠣子為主題的企劃，本身也喜歡𤠣子，而從的日文發音轉化而來。家中除父母外，尚有一姊。在岐阜老家生活時，往返學校需時達一小時，中學是田徑部，曾經當過班長。她閒時會騎自行車去長良川，放放煙花，減肥的時候便在高橋尚子路跑步。夏天的時候，她常與家人一起前往郡上八幡，吃當地的蕎麥麵，釣香魚，然後鹽燒處理來吃，一直過著比較悠閒的鄉郊生活。
堀從創團初期便喜歡乃木坂46，受到了第4張單曲《制服模特兒》中的歌詞「不嘗試踏出第一步的話，什麼都不會開始」（一歩目を踏み出してみなけりゃ 何も始まらないよ）所影響，決定參加新成員徵選，若沒有合格或會以當保育士為目標。加入乃木坂46後，受生駒里奈的博客所影響，毅然從高中退學，移居東京，專心於偶像事業。
乃木坂46的歌曲中，堀較喜歡的是《你就是希望》、《如此的笨蛋・・・》和《離別時，更喜歡你》。她憧憬的成員是西野七瀨，因为觉得她可爱又时尚，玻璃心以及怕生的部分和自己相似。理想的中心成員形象是有上進心，無論組合陷入什麼狀況，都可以鼓勵大家般擁有堅強心臟的人。成员裡与星野南、鈴木絢音、北野日奈子、渡邊米麗愛、伊藤纯奈关系很好，特别是星野南。加入乃木板46前是松井玲奈的粉絲，曾参加松井玲奈和大岛优子的握手会，松井兼任乃木坂46前就曾一起去过東京迪士尼。曾經在LINE LIVE中獲廣瀨鈴稱讚「真的很可愛（本当に可愛い）」，並在「GirlsAward 2017 AUTUMN／WINTER」的後台合照留念。她與前HKT48成員田島芽瑠、前NGT48成員荻野由佳、前SKE48成員松井珠理奈和前IZ*ONE成員安俞真、姜惠元等均有私交。另一方面，=LOVE成員高松瞳支持的成員是堀。前櫸坂46成員今泉佑唯表示由於憧憬堀，所以希望將自己的寫真集送給她。
堀愛吃東西，既愛吃肉，例如鐵板燒牛排、燒肉、壽喜燒和牛丼，亦愛吃和菓子，例如栗金飩、蕨餅和水饅頭等等，也愛吃漬物，尤其是紅蕪菁，白餃子和日本茶都是其好物。冬天則愛吃河魨，無論是油炸、涮锅還是刺身都喜歡，還有蠔的味噌鍋、鰤魚火鍋、番薯和草苺等等，也喜歡去吃任食餐廳。由於她喜歡的東京地方是深大寺，所以也愛吃深大寺蕎麥麵。
堀憧憬的導演是是枝裕和，喜愛的電影是《海街日記》、《魔女宅急便》、《天使愛美麗》、《惡靈古堡3：大滅絕》和《明天，我要和昨天的妳約會》。興趣是看電影、旅行和逛二手衫店，特長是高速眨眼和大食。她喜愛的動物是比熊犬和猴子等呈圓形線條的動物。

## 音樂作品
- 標註「★」符號表示該首歌曲有拍攝MV。

### 單曲
乃木坂46
|      | 發行日期       | 單曲名稱           | 參與歌曲名稱           | MV | 備註                       |
| ---- | -------------- | ------------------ | ---------------------- | -- | -------------------------- |
| 7th  | 2013年11月27日 | 髮夾               | 髮夾                   | ★  | 出道作品 Center            |
| 7th  | 2013年11月27日 | 髮夾               | 月亮的大小             | ★  | Center                     |
| 7th  | 2013年11月27日 | 髮夾               | 如此的笨蛋・・・       | ★  | Center                     |
| 8th  | 2014年4月2日   | 察覺時已是單戀     | 察覺時已是單戀         | ★  | 五福神                     |
| 8th  | 2014年4月2日   | 察覺時已是單戀     | 浪漫的開始             | ★  |                            |
| 8th  | 2014年4月2日   | 察覺時已是單戀     | 呼吸的方法             |    |                            |
| 8th  | 2014年4月2日   | 察覺時已是單戀     | 謝謝                   |    |                            |
| 9th  | 2014年7月9日   | 夏天的Free&Easy    | 夏天的Free&Easy        | ★  | 選拔                       |
| 9th  | 2014年7月9日   | 夏天的Free&Easy    | 無能為力地待在你身邊   |    |                            |
| 9th  | 2014年7月9日   | 夏天的Free&Easy    | 不說話的獅子           | ★  |                            |
| 10th | 2014年10月8日  | 第幾次的藍天？     | 第幾次的藍天？         | ★  | 選拔                       |
| 10th | 2014年10月8日  | 第幾次的藍天？     | 敲響倒下的鐘           | ★  |                            |
| 10th | 2014年10月8日  | 第幾次的藍天？     | 我起來                 | ★  |                            |
| 11th | 2015年3月18日  | 生命如此美好       | 生命如此美好           | ★  | 選拔                       |
| 11th | 2015年3月18日  | 生命如此美好       | 事先預知的浪漫         | ★  |                            |
| 12th | 2015年7月22日  | 太陽敲敲門         | 離別時，更喜歡你       | ★  | Center                     |
| 13th | 2015年10月28日 | 此刻，想說話的對象 | 嫉妒的權利             | ★  | 與中元日芽香共同擔任Center |
| 13th | 2015年10月28日 | 此刻，想說話的對象 | 成為大人的捷徑         | ★  | 五星團 Center              |
| 14th | 2016年3月23日  | 當春紫苑盛開時     | 當春紫苑盛開時         | ★  | 選拔                       |
| 14th | 2016年3月23日  | 當春紫苑盛開時     | 遙遠的不丹王國         |    |                            |
| 15th | 2016年7月27日  | 赤腳Summer         | 赤腳Summer             | ★  | 選拔                       |
| 15th | 2016年7月27日  | 赤腳Summer         | 專屬光芒               |    |                            |
| 16th | 2016年11月9日  | 再見的意義         | 再見的意義             | ★  | 十一福神                   |
| 16th | 2016年11月9日  | 再見的意義         | 孤獨的藍天             |    |                            |
| 16th | 2016年11月9日  | 再見的意義         | 那間教室               | ★  | 與齋藤飛鳥合唱             |
| 16th | 2016年11月9日  | 再見的意義         | 無法獻給你的花         | ★  | 五星組                     |
| 17th | 2017年3月22日  | 大影響家           | 大影響家               | ★  | 十二福神                   |
| 17th | 2017年3月22日  | 大影響家           | 坦率的故事             |    | 滿天星                     |
| 18th | 2017年8月9日   | 蜃景               | 蜃景                   | ★  | 十二福神                   |
| 18th | 2017年8月9日   | 蜃景               | 女人無法獨自入眠       | ★  |                            |
| 18th | 2017年8月9日   | 蜃景               | 漫長夏日…              |    |                            |
| 18th | 2017年8月9日   | 蜃景               | 能盡情哭泣不是很好嗎？ |    |                            |
| 18th | 2017年8月9日   | 蜃景               | 現場之神               | ★  | Center                     |
| 19th | 2017年10月11日 | 及時行事           | 及時行事               | ★  | 十一福神                   |
| 19th | 2017年10月11日 | 及時行事           | 失眠症                 |    |                            |
| 20th | 2018年4月25日  | 同步巧合           | 同步巧合               | ★  | 十四福神                   |
| 20th | 2018年4月25日  | 同步巧合           | 星探                   | ★  | Center                     |
| 21st | 2018年8月8日   | 以自我為中心！     | 以自我為中心           | ★  | 十四福神                   |
| 21st | 2018年8月8日   | 以自我為中心！     | 我喜歡過你，但是…      |    |                            |
| 22nd | 2018年11月14日 | 想繞遠路回家       | 想繞遠路回家           | ★  | 十四福神                   |
| 22nd | 2018年11月14日 | 想繞遠路回家       | 不成眠的商隊           | ★  |                            |
| 23rd | 2019年5月29日  | Sing Out!          | Sing Out!              | ★  | 十四福神                   |
| 23rd | 2019年5月29日  | Sing Out!          | Am I Loving            |    |                            |
| 24th | 2019年9月4日   | 黎明來臨前無須逞強 | 黎明來臨前無須逞強     | ★  | 十一福神                   |
| 24th | 2019年9月4日   | 黎明來臨前無須逞強 | 你，認識我嗎？         |    |                            |
| 24th | 2019年9月4日   | 黎明來臨前無須逞強 | 路面電車的街道         | ★  |                            |
| 24th | 2019年9月4日   | 黎明來臨前無須逞強 | 我的信念               |    |                            |
| 25th | 2020年3月25日  | 幸福的保護色       | 幸福的保護色           | ★  | 選拔                       |
| 25th | 2020年3月25日  | 幸福的保護色       | Anastasia              | ★  | Center                     |
| 26th | 2021年1月27日  | 我會喜歡上自己的   | 我會喜歡上自己的       | ★  | 十二福神                   |
| 26th | 2021年1月27日  | 我會喜歡上自己的   | 有明天的理由           |    |                            |
| 26th | 2021年1月27日  | 我會喜歡上自己的   | Wilderness world       | ★  |                            |
| 26th | 2021年1月27日  | 我會喜歡上自己的   | 在冷水中               | ★  | 畢業獨唱曲                 |

1. ↑  站位依據官方MV及演唱會正式呈現為參考依據。
2. ↑  收錄於單獨發行的MV合集《ALL MV COLLECTION～當時的少女們～》。

其他
| 發行日期                                    | 單曲名稱       | 參與歌曲名稱    | MV | 備註         |
| ------------------------------------------- | -------------- | --------------- | -- | ------------ |
| 2017年3月15日                               | Shoot Sign     | 你最愛的 是誰？ | ★  | 坂道AKB      |
| 2018年3月14日                               | Ja-Ba-Ja       | 無國境時代      | ★  | 坂道AKB      |
| 2019年3月13日                               | 回憶上心頭DAYS | 必然性          |    | IZ4648       |
| 2020年6月17日（日本） 2020年6月24日（海外） | 世界中的鄰居啊 | —               | ★  | 下載限定歌曲 |
| 2020年7月24日                               | Route 246      | —               | ★  | 下載限定歌曲 |

### 專輯
乃木坂46
|        | 發行日期       | 專輯名稱         | 參與歌曲名稱     | 備註     |
| ------ | -------------- | ---------------- | ---------------- | -------- |
| 1st    | 2015年1月7日   | 透明色           | 我所在的地方     |          |
| 1st    | 2015年1月7日   | 透明色           | 謎樣塗鴉         |          |
| 2nd    | 2016年5月25日  | 屬於我們的位子   | 契機             |          |
| 2nd    | 2016年5月25日  | 屬於我們的位子   | 太陽的誘惑       |          |
| 2nd    | 2016年5月25日  | 屬於我們的位子   | Threefold choice |          |
| 2nd    | 2016年5月25日  | 屬於我們的位子   | 刨冰的單戀       |          |
| 3rd    | 2017年5月24日  | 最初的夢想       | 跳傘             |          |
| 3rd    | 2017年5月24日  | 最初的夢想       | 指定溫度         |          |
| 3rd    | 2017年5月24日  | 最初的夢想       | 棉屑             |          |
| 4rd    | 2019年4月17日  | 直到此刻化成回憶 | 毫無特色的戀愛   |          |
| 4rd    | 2019年4月17日  | 直到此刻化成回憶 | 古岡左拉         |          |
| 4rd    | 2019年4月17日  | 直到此刻化成回憶 | 即刻〜殘美傳説〜 |          |
| 精選輯 | 2021年12月15日 | Time flies       | 緩綻之花         | [ 參 1 ] |

1. ↑  專輯發行時已自乃木坂46畢業。

## 演出

### 電視劇
- 東京特許許可局 第20集（2014年10月27日，NHK教育頻道）[125]
- 初森BEMARS（2015年7月11日－9月26日，東京電視台）：飾演 勝時（カチドキ）[126]
- 步向大人的警鐘（日语：オトナヘノベル） 第49集 10代電視劇「買不停！？」（2016年6月2日，NHK教育頻道）：飾演 萌香（主演）[127]
- 殘美（2019年1月24日－3月28日，日本電視台、Hulu）：飾演 諸積實乃梨[128]
- 無法像遊戲一樣 第1話（2019年4月18日，日本電視台）：飾演 百川櫻[129][130]
- 乃木坂電影院～STORY of 46～ 第6話「交貨大戰」（2020年1月29日，FOD（日语：フジテレビオンデマンド）／2020年2月26日，富士電視台）：飾演 凜子（單篇主演）[131][132]
- 要是當時吻了他 最終話（2021年6月18日，朝日電視台）：飾演 新人漫畫家[133]
- 被背叛的田川的憂鬱（2021年7月14日－9月1日，毎日放送）：飾演 田川藍子（主演）[注 1][134]
- Voice 110緊急指令室 第4話（2021年7月31日，日本電視台）：飾演 奥井由香[135][136]
- 我的妄想飯想得到誇獎 第7話（2021年8月22日，大阪電視台）：飾演 平岡彩芽[137]
- 世界奇妙物語 '21 秋之特別編「skip」（2021年11月6月，富士電視台）：飾演 藤野彩花（女主角）[138]
- 悠閒的赤胴鈴之助（2022年1月9日－3月27日，大阪電視台・BS東視）：飾演 義子（女主角）[139]
- Dr. White 第3話（2022年1月31日，關西電視台、共同電視）：飾演 三井沙月[140]
- 金魚妻（2022年2月14日，Netflix）：飾演 加代[141]
- 僕助 第6話、最終話（2022年3月18日－25日，NHK綜合台）：飾演 菊池明日香[142]
  - 僕助 特別版（2022年9月25日－11月13日，NHK BS Premium）：飾演 菊池明日香[143]
- 偵探過早 〜春天的詭計反擊祭〜 第7話至最終話（2022年5月26日－6月16日，讀賣電視台）：飾演 綾藤奈奈[144]
- 腐男子調酒師的嗜好（2022年5月30日，富士電視台）：飾演 北杜[145]
- 理想的男友 第3話至最終話（2022年6月15日－7月21日，TBS電視台）：飾演 三木葵[146]
- 父女變變變 第2話（2022年8月3日，TBS電視台）：客串 美生化妝品形象人物[注 2]
- 祈願病歷表～研修醫的解謎診察紀錄～（2022年10月8日－12月17日，日本電視台）：飾演 橘麻友[147]
- D＆D～醫者與刑事的搜査線 第3集（2024年11月1日，東京電視台）：飾演 白瀨瑠衣 / 里見祐子[148]
- Monster 第7集（2024年11月25日，關西電視台）：飾演 前園里佳子[149]
- 風之福島 第1集（2025年1月11日，東京電視台）：飾演 女性客[150]
- 我所不知道的自己 第3集（2025年1月23日，讀賣電視台）：飾演 吉瀬さゆみ[151]
- 完全不倫 -隱藏的美學，揭露的覺悟-（2025年7月2日－，日本電視台）：飾演 小田莉乃[152]

### 電影
- 熱情花招（日语：ホットギミック (漫画)）（2019年6月28日上映，東映）：飾演 成田初（主演）[153][154]
- 遺書、公開。（2025年1月31日，松竹 / HIAX）：飾演 姫山椿[155][156]
- 死里逃生的男人（2025年2月21日，KLOCKWORX）：飾演 竹下希[157]

### 電視節目
- R的法則（2014年10月6日－2017年3月27日，NHK教育頻道）- 第5期R's成員[18][158]
- 痛快TV 痛快日本（日语：痛快TV スカッとジャパン）
  - （2017年11月27日）：飾演 再現劇中的女高中生[159]
  - （2021年10月25日）：飾演 再現劇中的上班族[160]
- 毒舌糾察隊「沒有繪畫才能的藝人」（2019年3月21日、2020年3月20日、2022年3月25日、2023年3月23日，朝日電視台）[161][162][163][164]
- 电影中的女孩，所依存的三角关系（2019年6月21日，日本電影專門頻道）- 頻道限定特典電影（監督：山戶結希）[165]
- 24時間電視44 「想法〜世界一定會改變。」 （2021年8月22日，日本電視台系列）- 中京電視台的慈善主持人[166]
- 已是午間了！（2021年9月1日－10月27日，日本電視台）- 期間限定星期三常規嘉賓[167]
- ABEMA BOATRACE SPACE『クロちゃんとクルーちゃん2nd』（2023年4月7日－2024年3月29日，AbemaTV）- 常規來賓[168][169]

### 舞台劇
- 女子落語（2015年6月18日－28日，東京AiiA劇場）：飾演 空琉美遊亭丸京[170]
- 薙刀社青春日記（2017年5月20日－30日，東京：EX THEATER ROPPONGI／6月2日－5日，大阪：森之宮Piloti Hall／6月9日－11日，名古屋：愛知縣藝術劇場）：飾演 一堂寧寧[171]

### 廣播節目
- 乃木坂46堀未央奈的ALL NIGHT NIPPON R（日语：オールナイトニッポンR）（2015年11月8日，日本放送）- 主持人[172]
- 乃木坂46的「乃」（2016年4月3日一2017年4月2日，文化放送）- 第10代主持人[23][24]
- RECOMMEN！（日语：レコメン!）
  - （2017年4月5日－2020年3月25日，文化放送）- 星期三助理主持[173][174]
  - （2021年3月17日）- 來賓[175]
- 我們來搗亂吧！～集合吧不良少年～（2021年4月25日－10月3日，毎日放送）- 第13期主持人[176]
- Imadoki Duff Duff90分（2021年10月6日－2023年5月23日，毎日放送）- 第一部出演者[177][178]

### 廣告
- Sunstar（日语：サンスター）「邁向明日研磨篇」（2016年1月2日－，Sunstar）[179]

### 配音
- 惡靈古堡：血仇（2017年5月27日上映，Sony Pictures Entertainment（日语：ソニー・ピクチャーズ エンタテインメント (日本)））：飾演 公園女性[180]

### 網絡劇
- 馬路須加學園5 第10話（2015年10月14日，Hulu）：飾演 乃木坂女子高等學校學生[181]
- 無法像遊戲一樣〜dTV限定版〜 第1話（2019年4月19日，dTV（日语：dTV (NTTドコモ)））：飾演 百川櫻[130]
- 遇見猴子（2020年4月10日－18日，dTV）：飾演 Akira／夏目明子[182]
- A2Z（2023年2月3日，Amazon Prime Video）：飾演 本宮冬子[183]
- 最后一課-存活之人才能畢業-（2024年11月26日，UniReel）：飾演 今泉理惠[184]
- 女優美食（2025年3月30日－4月6日，Lemino 他）：主演 和泉撫子[185]
- 飛鳥診所今天也下雨（2025年4月17日，Lemino）：飾演 愛梨[186]

### 網絡節目
- 想談一場偶像劇般的戀愛系列〜KISS or kiss〜（2021年5月22日－6月6日，AbemaTV）[187]
- 我們結婚了5（2024年3月15日－5月17日，ABEMA）[188]
- 罵倒村（2025年5月13日，Netflix）[189]

### 活動
- 東京女孩展演
  - TOKYO GIRLS COLLECTION 2017 AUTUMN／WINTER（2017年9月2日，埼玉超級競技場）[190]
  - TGC KITAKYUSHU 2017 by TOKYO GIRLS COLLECTION（2017年10月21日，西日本綜合展示場（日语：西日本総合展示場） 新館）[191]
  - TGC HIROSHIMA 2017 by TOKYO GIRLS COLLECTION（2017年12月9日，廣島Green Aren）[192]
  - Mynavi presents 第28回 TOKYO GIRLS COLLECTION 2019 SPRING／SUMMER（2019年3月30日，橫濱體育館）[193]
  - SDGs推進 TGC 靜岡 2020 by TOKYO GIRLS COLLECTION（2020年1月11日，Twin Messe靜岡） [194]
  - 第30回 Mynavi Tokyo Girls Collection 2020 SPRING／SUMMER（2020年2月29日，國立代代木競技場第一體育館）[195]
  - 第31回 Mynavi Tokyo Girls Collection 2020 AUTUMN／WINTER ONLINE（2020年9月5日，埼玉超級競技場）[196]
  - 第34回 Mynavi Tokyo Girls Collection 2022 SPRING／SUMMER（2022年3月21日，國立代代木競技場第一體育館）[197]
  - 第35回 Mynavi Tokyo Girls Collection 2022 AUTUMN／WINTER（2022年9月3日，埼玉超級競技場）[198]
  - SDGs推進 TGC 靜岡 2023 by TOKYO GIRLS COLLECTION（2023年1月14日，Twin Messe靜岡）[199]
  - oomiya presents TGC WAKAYAMA 2023 by TOKYO GIRLS COLLECTION（2023年2月11日，和歌山大鯨）[200]
  - 第36回 Mynavi Tokyo Girls Collection 2022 SPRING／SUMMER（2023年3月4日，國立代代木競技場第一體育館）[201]
  - 第37回 Mynavi Tokyo Girls Collection 2023 AUTUMN／WINTER（2023年9月2日，埼玉超級競技場）[202]
  - SDGs推進 TGC 靜岡 2024 by TOKYO GIRLS COLLECTION（2024年1月13日，Twin Messe靜岡）[203]
  - oomiya presents TGC WAKAYAMA 2024 by TOKYO GIRLS COLLECTION（2024年2月3日，和歌山大鯨）[204]
  - 第38回 Mynavi Tokyo Girls Collection 2024 SPRING／SUMMER（2024年3月2日，國立代代木競技場第一體育館）[205]
- GirlsAward
  - GirlsAward 2016 AUTUMN／WINTER（2016年10月8日，國立代代木競技場第一體育館）[206]
  - Mynavi GirlsAward 2017 SPRING／SUMMER（2017年5月3日，國立代代木競技場第一體育館）[207]
  - GirlsAward 2017 AUTUMN／WINTER（2017年9月16日，幕張展覽館）[208]
  - GirlsAward 2018 SPRING／SUMMER（2018年5月19日，幕張展覽館）[209]
  - Rakuten GirlsAward 2019 AUTUMN／WINTER（2019年9月28日，幕張展覽館）[210]
  - Tokyo Virtual Runway Live by GirlsAward vol.1（2020年6月27日，ABEMA單獨直播）[211][212]
  - Rakuten GirlsAward 2022 SPRING／SUMMER（2022年3月14日，幕張展覽館）[213]
- ASIA FASHION AWARD 2016 in TAIPEI（2016年12月10日，W Taipei）[214]
- 札幌Collection 2019 Presented by BitStar（2019年4月27日，北海道立綜合體育中心）[215]
- 關西Collection
  - EXIA Presents KANSAI COLLECTION 2022 SPRING＆SUMMER（2022年3月5日，京瓷巨蛋大阪）[216]
  - EXIA Presents KANSAI COLLECTION 2022 AUTUMN ＆ WINTER（2022年8月4日，京瓷巨蛋大阪）[217]

## 書籍

### 寫真集
- 像你一樣（君らしさ；2017年11月24日，主婦與生活社）[218][219]
- 何時的等待場所（いつかの待ち合わせ場所；2020年5月27日，Wani Books）[220][221]

### 寫真書
- 不知不覺中（いつのまにか；2021年4月20日，主婦與生活社）[222][223]

### 雜誌連載
- 讀賣中高生新聞（日语：読売中高生新聞）（2014年12月11日－2018年3月16日，讀賣新聞東京本社）- 恐怖片入門[224]
- ar（2017年5月12日－2022年11月12日，主婦與生活社）- 常規模特兒[6]
  - 堀未央奈步向招待達人之道（2016年12月12日－2022年11月12日）[225][226]

## 外部連結
- （日語）堀未央奈官方網站
- （日語）堀未央奈的Instagram帳戶（2019年10月1日－）
- （日語）堀未央奈的X（前Twitter）（2023年1月18日－）
- （日語） YouTube上的miona hori【堀未央奈 公式】頻道
- （日語）堀未央奈的TikTok（2021年7月10日－）
- （日語）Mimi Chaton（页面存档备份，存于）
  - （日語）Mimi Chaton的Instagram帳戶

乃木坂46時期
- （日語）乃木坂46 堀未央奈 個人簡介（2013年3月28日－2021年4月26日）
- （日語）乃木坂46 堀未央奈 官方部落格（2013年10月7日－2021年4月26日）
- （日語）堀未央奈 官方755（2014年11月1日－2021年8月18日）
- （日語）堀 未央奈（乃木坂46）的SHOWROOM專頁（页面存档备份，存于）
- （日語）堀未央奈1st寫真集《像你一樣》【公式】的X（前Twitter）（2017年10月11日－）
- （日語）堀未央奈2nd寫真集《何時的等待場所》【公式】的X（前Twitter）（2019年10月1日－）
- （日語）堀未央奈寫真書《不知不覺中》【公式】的X（前Twitter）（2021年3月9日－）